# Dolenje, Domžale
Dolenje je naselje v Občini Domžale.